# ウンベルト2世・ディ・サヴォイア
ウンベルト2世・ディ・サヴォイア（イタリア語: Umberto II di Savoia、1065年 - 1103年10月19日）は、サヴォイア伯（在位：1080年 - 1103年）。サヴォイア伯アメデーオ2世の子。肥満伯（伊: il Rinforzato）と呼ばれる。

## 家族
ブルゴーニュ伯ギヨーム1世の娘ジゼル・ド・ブルゴーニュと結婚し、7人の子女をもうけた。
- アメデーオ3世 - サヴォイア伯[1]
- グリエルモ - リエージュ司教[1]
- アデライード - フランス王ルイ6世の王妃[1]
- アニェーゼ - アルシャンボー6世・ド・ブルボン（フランス語版）と結婚[1]
- ウンベルト[1]
- レジナルド[1]
- グイード - ナミュールの修道院長